# Bo Lindborg
Bo Gustaf Assar Lindborg, född 5 oktober 1908 i Kristianstad, död 11 juni 1987 i Åhus, var en svensk arkitekt.
Lindborg, som var son till trävaruhandlare Hjalmar Lindborg och Dora Persson, utexaminerades från Kungliga Tekniska högskolan 1941. Han var arkitekt på Sveriges Köpmannaförbunds arkitektkontor 1936–1941, på länsarkitektkontoret i Kristianstad 1944, stadsarkitekt i Nordöstra Skånes stadsarkitektdistrikt från 1947 och bedrev egen arkitektverksamhet i Kristianstad från 1947 och var verksam i rörelsen till 1977. Lindborg är begravd på Åhus nya begravningsplats.